# Стеногалинні види

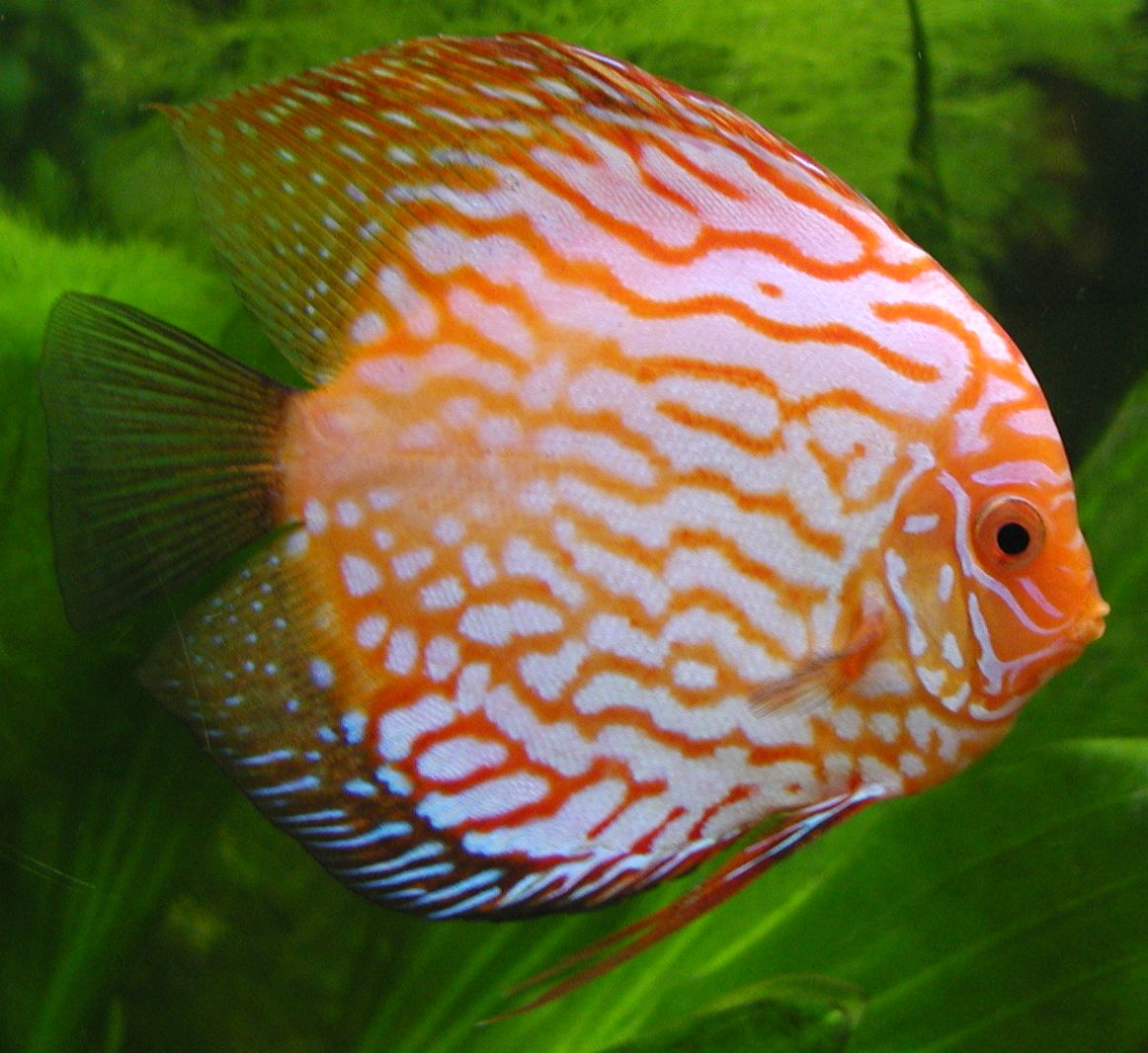
Дискуси (Symphysodon sp.) живуть виключно у прісних водах, не витримуючи навіть досить низької мінералізації.

Стеногалинні види — це організми (переважно риби), що здатні існувати лише у вузькому діапазоні солоності. Термін походить від «steno» — вузький, і «haline» — солоність. Стеногалинними є більшість прісноводних організмів, які гинуть потрапляючи до моря, а також більшість морських організмів є стеногалинними і не можуть існувати в умовах розпріснення. Серед прісноводних риб можна відзначити карася китайського (Carassius auratus), як типовий стеногалинний вид, а серед морських — пікшу (Melanogrammus aeglefinus), яка абсолютно не витримує розпріснення.

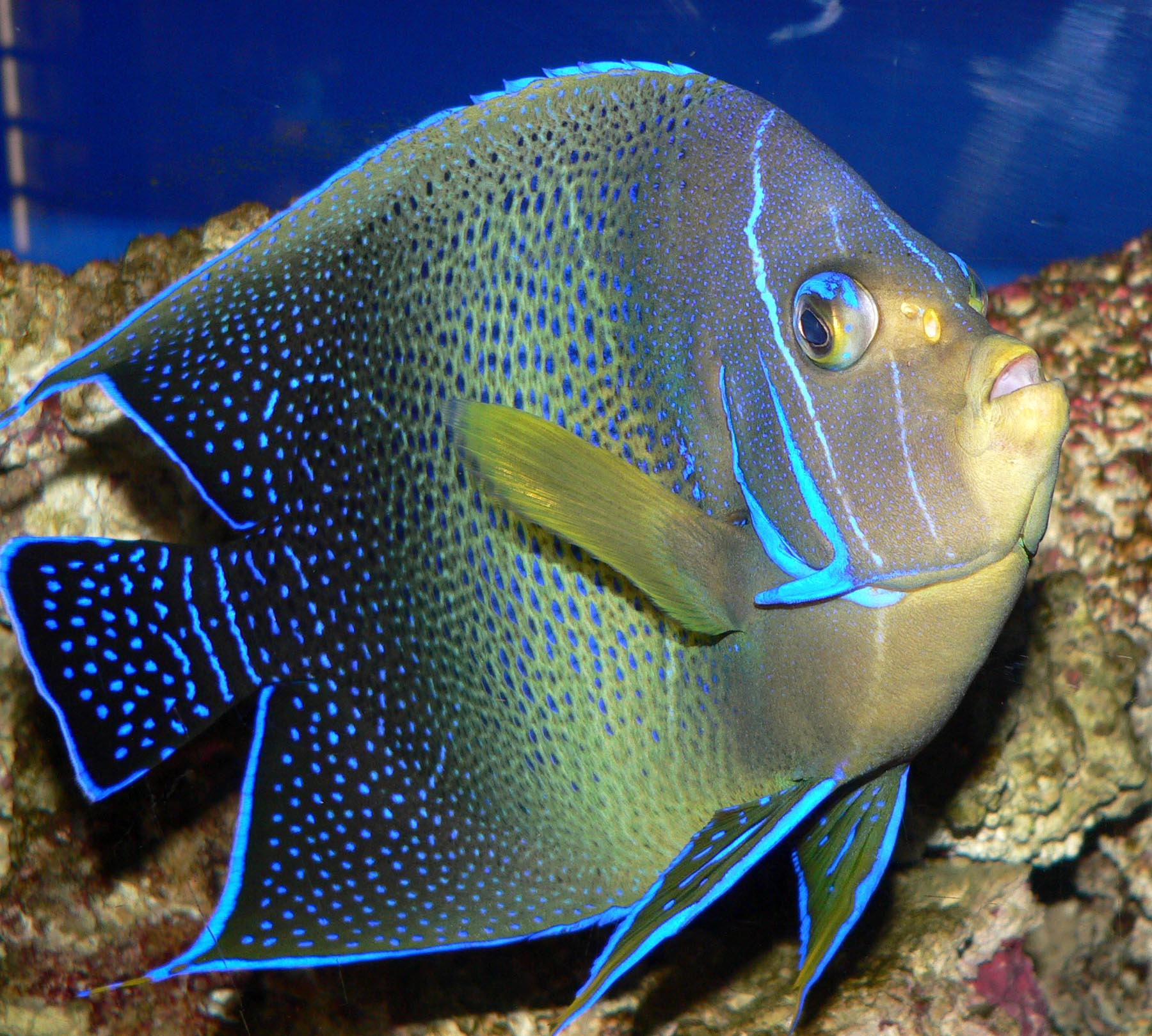
Помакантові (Pomacanthidae) - абсолютно не витримують розпріснення. На знімку - '

Протилежним терміном є «евригалинність». Евригалинними видами називають організми, що існують в умовах нестабільної солоності, таких як лимани, гирла річок, і здатні витримувати широкий діапазон солоності.